# Глинка (Башкортостан)
Гли́нка  — упразднённый хутор в Зианчуринском районе Республики Башкортостан Российской Федерации. Входила на год упразднения в состав Глинского сельсовета. Жили чуваши (1959, 1969).

## География
Располагалась на реке Глинка.

### Географическое положение
Расстояние до (по справочнику административно-территориального деления Башкирской АССР 1969 года):
- районного центра (с. Исянгулово): 60 км,
- центра Глинского сельсовета (с. Куюбарово): 10 км,
- ближайшей ж/д станции (Саракташ): 78 км.

По данным «Башкирской энциклопедии», находилась в 45 км к юго-востоку от райцентра и в 70 км к северо-востоку от ж.-д. ст. Саракташ (Оренбургская область).

## История
Основан в начале XX века.
Постановлением Всероссийского ЦИК «Об изменениях в административно-территориальном делении Башкирской АССР» от 20 февраля 1932 года «селения Глинка, Каргала и Байсалямово, Бердяшского сельсовета, Зилаирского района» переданы «в состав Умитбаевского сельсовета, Зианчуринского района».
Существовал до 1980-х гг.

## Население
В 1920 проживало 293 человек, в 1939—277, в 1959—131, на 1 января 1969 года — 93, в 1970 — 92, в 1979 — 23.

### Национальный состав
По данным на 1 января 1969 года преобладающая национальность — чуваши.

## Инфраструктура
Личное подсобное хозяйство. В 1920 — 59 дворов, в 1925 году 43 домохозяйства.

## Транспорт
Несколько лесных дорог вели к хутору